# 토미 스미스 (육상 선수)
토미 스미스(Tommie Smith, 1944년 6월 6일 ~ )는 미국의 전 단거리달리기 선수로 1968년 멕시코시티 올림픽 200m 금메달리스트이다. 그와 동료 존 칼로스는 메달 시상식에서 인종 차별에 대항하는 의미로 검은 장갑을 낀 주먹을 들고 블랙 파워 설루트를 보여 선수촌에서 추방당한 것으로 유명하다.

## 어린 시절
텍사스주 클락스빌에서 태어난 스미스는 소년으로서 폐렴을 앓았으나 최고 선수가 되는 데 회복되었다. 가족과 캘리포니아주로 이주한 후, 스미스는 리무어 고등학교에서 농구, 미식축구와 육상 팀의 최우수 선수로 뽑혔다.

## 대학 스타 선수
1963년 새너제이 주립 대학교에 들어간 스미스는 육상에 전념하였으며, 후에 올림픽 동료가 된 존 칼로스가 나오기도 한 버드 윈터스 코치의 "스피드 시티" 팀의 스타로서 나타났다. 대학 경력 동안에 200m와 220 야드의 평점을 포함한 13개의 세계 기록을 깼다.
육상 스타가 된 그는 칼로스와 사회학 교수 해리 에드워즈와 함께 인권을 위한 올림픽 프로젝트를 형성하여 인권 운동에 연루되었다. 스미스와 칼로스가 1968년 미국 올림픽 육상 팀에 임명되었어도 인권을 위한 올림픽 프로젝트는 시초에 그 태도가 단락되기 전에 하계 올림픽에 아프리카계 미국인의 보이콧을 주창하였다.

## 1968년 하계 올림픽
1968년 멕시코시티 올림픽 200m 결승전에서 칼로스가 3위를 하면서 스미스는 19.83초의 세계 기록과 함께 우승하였다. 메달 시상식에서 둘은 검은 양말과 검은 장갑을 끼고, 자신들의 머리를 숙이면서 흑인의 단일성을 보이는 데 자신들의 주먹을 승리적으로 들어올렸다.
IOC는 그들의 행위를 올림픽에서 정치적 훼손으로 보았고, 둘은 선수촌을 떠나야 했다.

## 이후의 경력
새너제이 주립 대학교에서 사회 과학 학위를 따면서 졸업한 후, 고다드 단과 대학으로부터 사회학 석사를 받기 전에 스미스는 NFL 신시내티 벵골스에서 3년간 활약하였다. 그는 사회학 교수와 육상 코치로서 오벌린 단과 대학에 가입하였다. 그러고나서 산타모니카 단과 대학에서 비슷한 자격에 27년을 보냈다.
1978년에는 국립 육상 명예의 전당에 선출되었고, 캘리포니아 흑인 스포츠, 베이 지역과 새너제이 대학교 스포츠 명예의 전당에 헌액되어 왔다. 2005년 스미스와 칼로스는 자신들의 모교로부터 명예 박사 학위를 받았다.
2007년 자신의 저서 《침묵의 제스처》가 출간되었다.

## 같이 보기
- 남자 200m 달리기 세계 기록 추이